# Dan-Păltinișanu-Stadion
Das Dan-Păltinișanu-Stadion (rumänisch Stadionul Dan Păltinișanu) war ein Fußballstadion mit Leichtathletikanlage in der rumänischen Stadt Timișoara. Es war zuletzt die Heimspielstätte des Fußballvereins ASU Politehnica Timișoara sowie des SCM Rugby Timișoara. Es bot 32.972 Sitzplätze, von denen 1.742 überdacht waren. Es war, nach der Arena Națională, das zweitgrößte Stadion des Landes.

## Geschichte
Das Stadionul Dan Păltinișanu wurde in den 1960er Jahren erbaut und am 1. Mai 1963 eröffnet. Daher trug es zunächst den Namen Stadion 1. Mai. Ein kleines Dach befindet sich nur über der Haupttribüne, ansonsten war das Stadion nicht überdacht. Die Sitzplätze wurden mit Schalensitzen erneuert. Die Flutlichtanlage besaß eine Stärke von 1.400 Lux. Zu Ehren von Dan Păltinișanu (1951–1995), der von 1973 bis 1983 für Politehnica Timișoara spielte, wurde es 1995 umbenannt. Die Anlage befindet sich in der Strada Aries.
Als Kabinen standen den antretenden Mannschaften Räume mit einer Fläche von 62 m² (Gastgeber) und 50 m² (Gäste) zur Verfügung. Der Presse standen 130 Plätze und ein Konferenzsaal mit einer Kapazität von 75 Personen zur Verfügung. Weiterhin standen 20 Kabinen für Radio- und Fernsehübertragungen sowie zwei Fernsehstudios mit je 25 m² bereit. Das Stadion besaß eine elektronische Anzeigetafel mit den Maßen zehn × sechs m.
Das Stadion war in einem schlechten Zustand. Der Club ASU Politehnica Timișoara veröffentlichte im April 2021 Bilder der verfallenen Sportanlage, um Druck auf die Behörden auszuüben. Das Spielfeld wurde noch genutzt, aber die Tribünen blieben, wegen fehlender Wartung, überwiegend leer. Anfang der 2000er Jahre war es nach einer Renovierung noch eines der besten Stadien des Landes. Die Metallgestänge der Kunststoffsitze rosteten. Gras, Moos und Sträucher wucherten auf dem brüchigen Beton der Ränge. Einige Sitze waren herausgerissen. Statt das Stadion zu renovieren, planten die Behörden eher einen Neubau. Erste Meldungen über ein neues Stadion gab es aber schon Jahre zuvor.
Neben dem Dan-Păltinișanu-Stadion nutzt die ASU Politehnica Timișoara das Stadionul Știința mit 2600 Plätzen.
Das stark renovierungsbedürftige Stadionul Dan Păltinișanu wurde im Februar 2022 von der Stadt gesperrt und sollte abgerissen werden. Die Stadt Timișoara plante den Bau eines neuen Fußballstadions ohne Leichtathletikanlage, das bis 2026 fertiggestellt werden sollte.
Im Februar 2025 begann der Abriss des Dan-Păltinișanu-Stadions. Die Arbeiten mit geschätzten Kosten von 12 Mio. RON (rund 2,4 Mio. Euro) sollen maximal acht Monate andauern. Bis zu 15.000 der alten Sitzplätze sollen an lokale Vereine gespendet werden. 70 Rathäuser in der Region haben bereits ihre Zuteilungen erhalten. Je zwei der vier Masten des Flutlichts gehen nach Lugoj und Șag. Nach dem Abriss soll an selber Stelle ein neues Fußballstadion ohne Leichtathletikanlage mit rund 31.000 überdachten Sitzplätzen entstehen. In die neue Fußballarena sollen insgesamt 140 Mio. Euro investiert werden. Der Hauptfinanzier ist der rumänische Staat durch die Compania Nationala de Investitii (CNI). Der Kreis Timiș beteiligt sich mit 22,4 Mio. RON. Die Bauzeit soll bei 26 Monaten liegen.

## Spiele der rumänischen Fußballnationalmannschaft
Das Dan-Păltinișanu-Stadion war Austragungsort für internationale Pflicht- und Freundschaftsspiele der rumänischen Fußballnationalmannschaft.
- 30. Mär. 1983:  Rumänien –  Jugoslawien 0:2 (Freundschaftsspiel)
- 28. Aug. 1985:  Rumänien –  Finnland 2:0 (Qualifikation zur WM 1986)
- 23. Apr. 1986:  Rumänien –  Sowjetunion 2:1 (Freundschaftsspiel)
- 20. Nov. 2002:  Rumänien –  Kroatien 0:1 (Freundschaftsspiel)
- 06. Juni 2007:  Rumänien –  Slowenien 2:0 (Qualifikation zur EM 2008)
- 03. Mär. 2010:  Rumänien –  Israel 0:2 (Freundschaftsspiel)

## Galerie

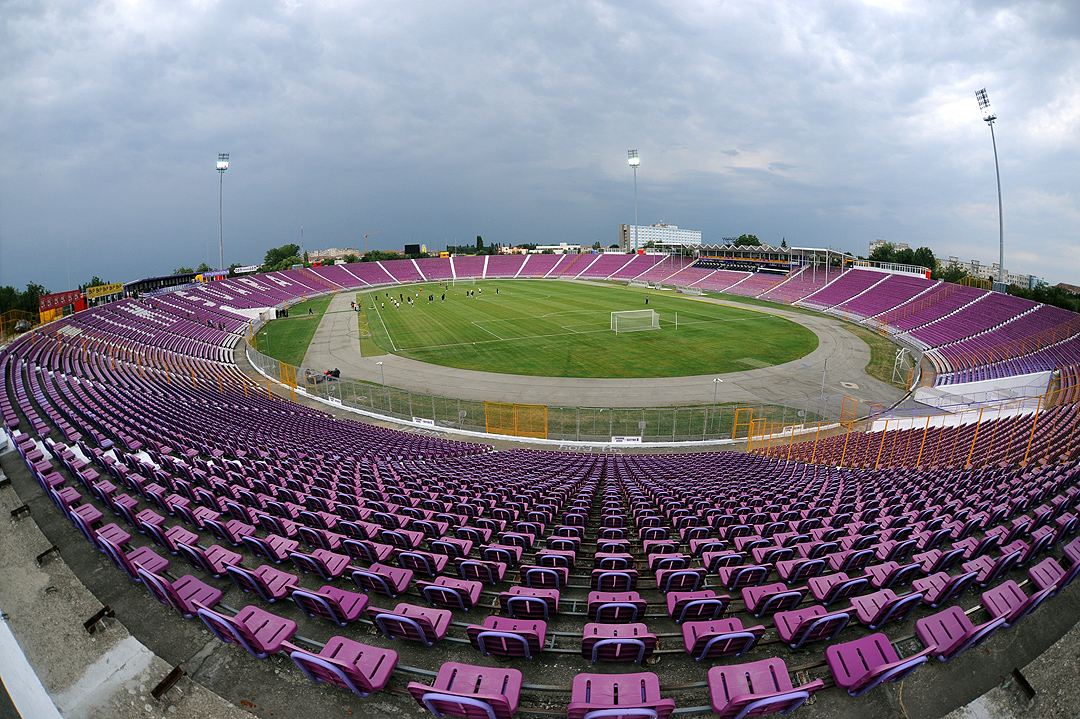
Blick in den Innenraum (2009)
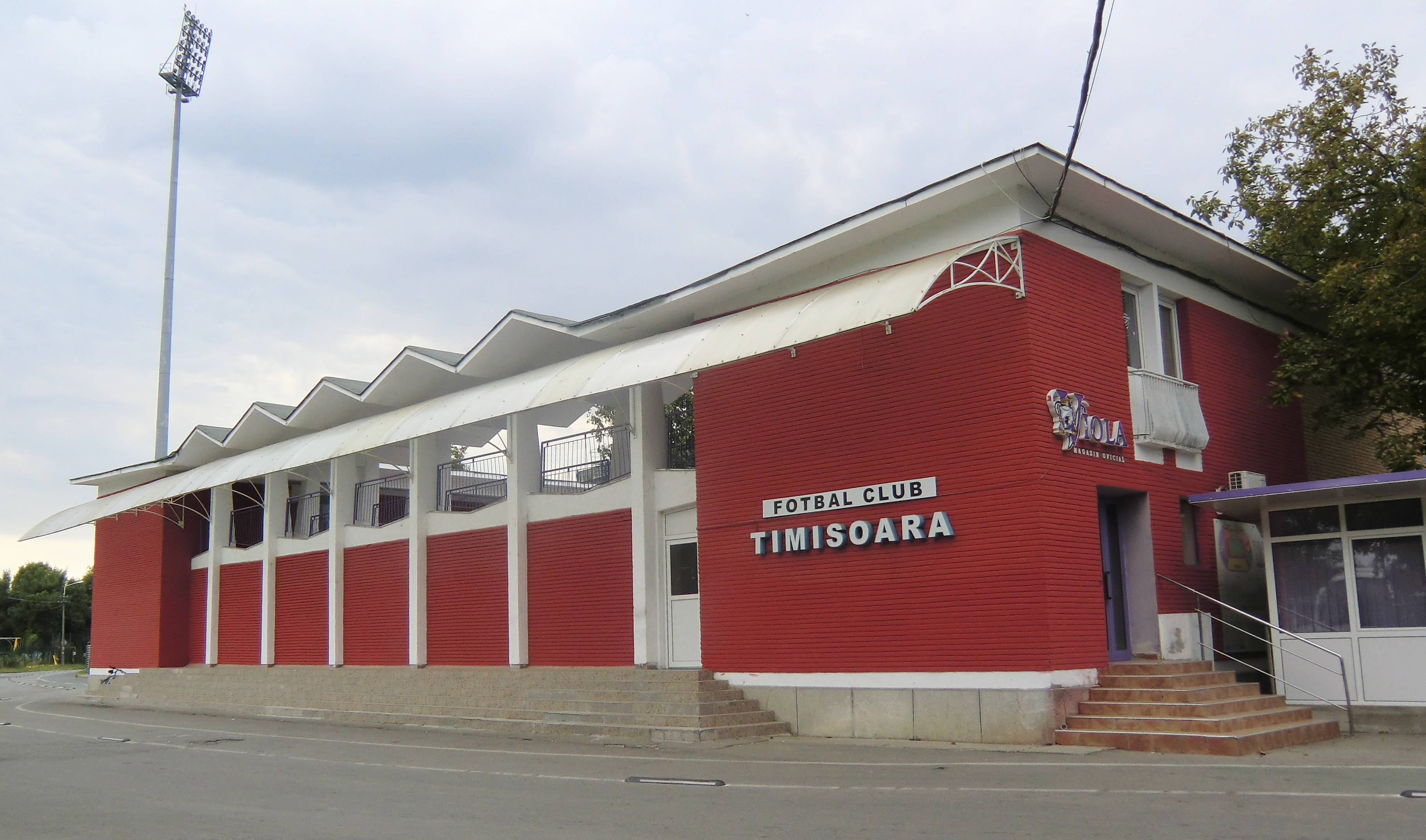
Das Vereinshaus des FC Timișoara neben dem Stadion Dan-Păltinișanu (2010)
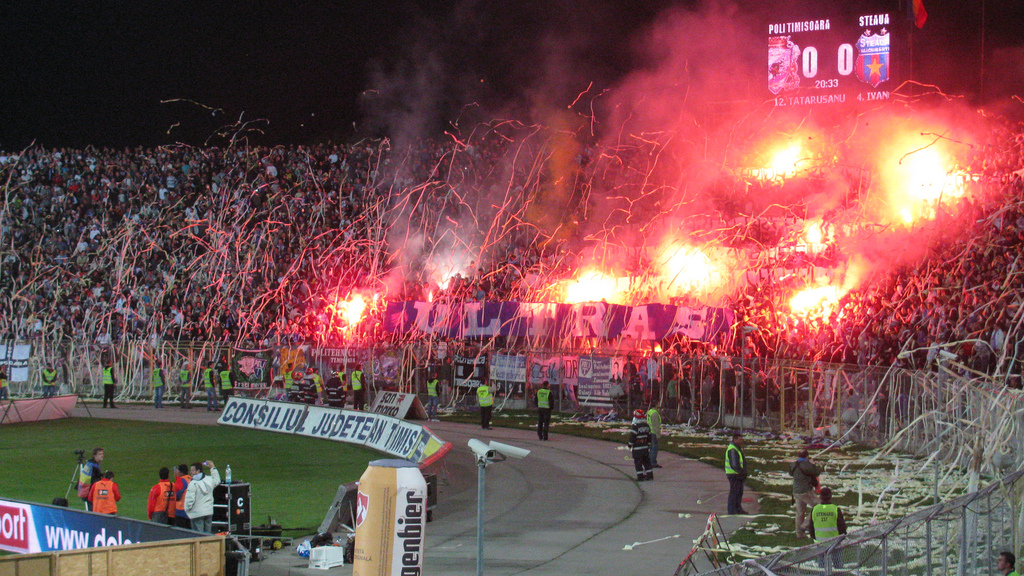
Dan-Păltinișanu-Stadion (2011)